# Rousettus spinalatus
Rousettus spinalatus é uma espécie de morcego da família Pteropodidae. Pode ser encontrada na Sumatra e em Bornéu.